# Dünnern
Die Dünnern ist ein rund 36 km langer linker Nebenfluss der Aare im Schweizer Kanton Solothurn. Der Fluss ist das grösste Fliessgewässer, welches vollständig im Kanton Solothurn liegt. Die Dünnern entwässert einen Abschnitt des Solothurner Juras, namentlich das Thal und grosse Teile des Gäus. Das Einzugsgebiet der Dünnern hat eine Fläche von etwa 230 km².

## Name
Die erste schriftliche Erwähnung findet der Fluss im Jahr 1384 als Dunron. Der Name leitet sich vom ahd. Wort tuni für ‹Dröhnen, Getöse› ab. Damit nimmt er Bezug auf Stellen, an denen die Dünnern aufgrund von Engstellen «lärmt».

## Geographie

### Verlauf
Das Quellgebiet der Dünnern (im obersten Teil Chaltbach genannt) befindet sich auf rund 760 m ü. M. beim Schafmatthof auf dem Gemeindeboden von Welschenrohr-Gänsbrunnen in der Synklinale zwischen der Weissensteinkette im Süden und der Walenmatt im Norden. Die Dünnern fliesst nun nach Ostnordosten durch die Talsenke von Welschenrohr und erhält dabei Zuflüsse von mehreren kleinen Bächen, die an den Hängen der umgebenden Jurahöhen entspringen und teilweise tiefe Erosionstäler in die harten Kalkschichten der Antiklinale der Juraketten eingegraben haben.

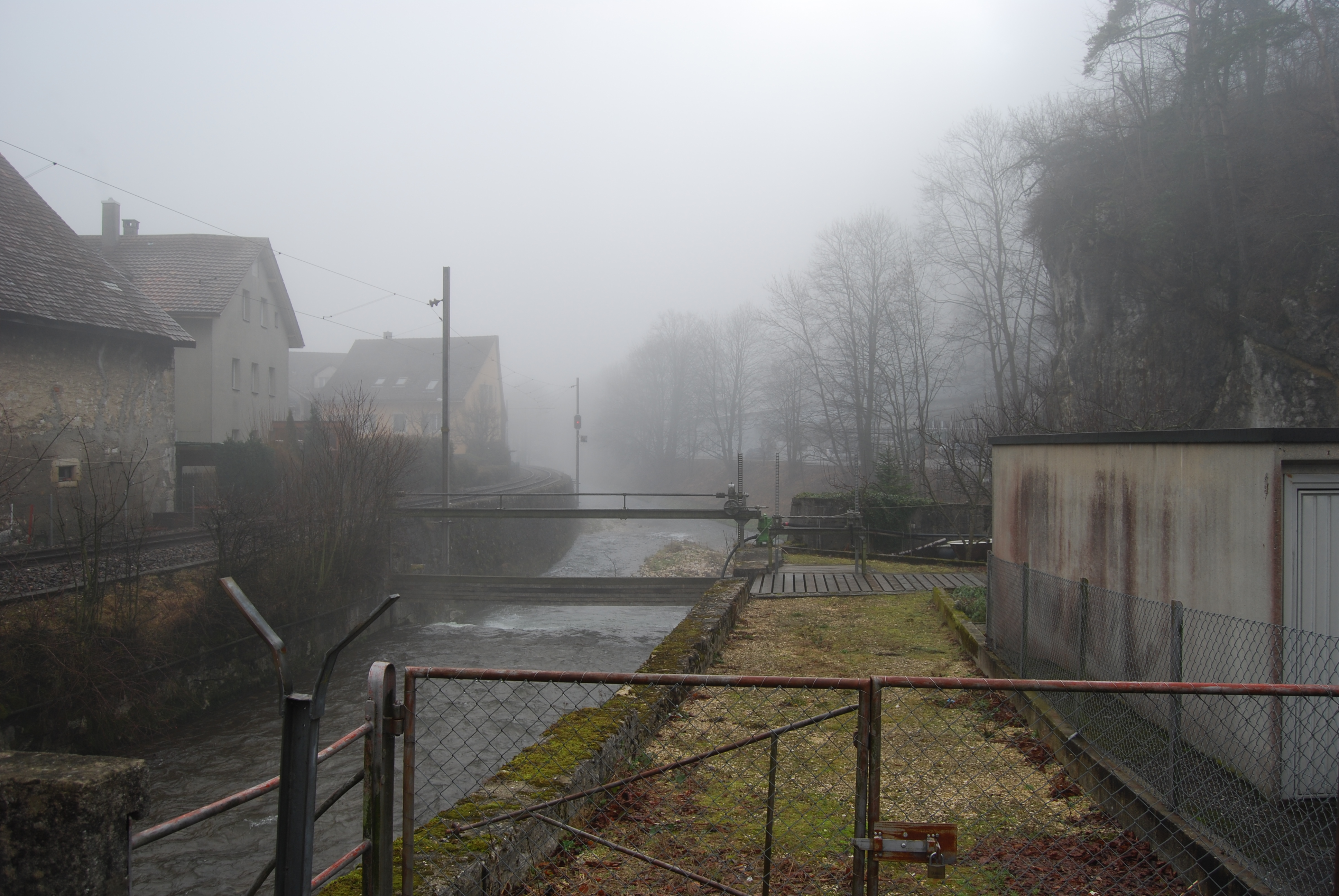
Der Zusammenfluss von Augstbach und Dünnern in der Klus in Balsthal

Östlich von Welschenrohr strömt die Dünnern durch eine Talenge und überwindet auf einer Strecke von 2 km eine Höhendifferenz von ungefähr 100 m. Danach erreicht sie die weite Talebene des Balsthaler Tals (auch Dünnerntal genannt), des am weitesten im Osten gelegenen grossen Längstals im Faltenjura. Die Breite des flachen Talbodens variiert zwischen 0,5 und 1 km. Bei Balsthal mündet mit dem Augstbach der wichtigste Seitenbach der Dünnern, der den östlichen Teil des Balsthaler Tals entwässert.
Die Dünnern zeichnet bei Balsthal einen Bogen nach Südosten und durchbricht die erste Jurakette mit der Balsthaler Klus, einer charakteristischen Juraklus, in welcher die stratigraphische Struktur der Antiklinale mit weichen und harten Gesteinsschichten (markante Felswände) gut aufgeschlossen ist. Ein Vergleich der Höhenverhältnisse zeigt auf, dass die Balsthaler Klus nicht ausschliesslich aufgrund von Erosion der Dünnern entstanden sein kann: Die Höhenlinie 800 m ü. M. liegt hier höher als der Quellbereich von 760 Metern (siehe oben), was der Schwerkraft zuwiderläuft. Es ist vielmehr davon auszugehen, dass hier schon vor dem Wirken des Flüsschens eine geologische Störung in Form eines Einschnitts zwischen ca. 1000 m ü. M. und 700 m ü. M. bestand, der dann durch die Dünnern auf weniger als 500 m ü. M. vertieft wurde. Die ursprüngliche Störung ist auf die Jurafaltung zurückzuführen.

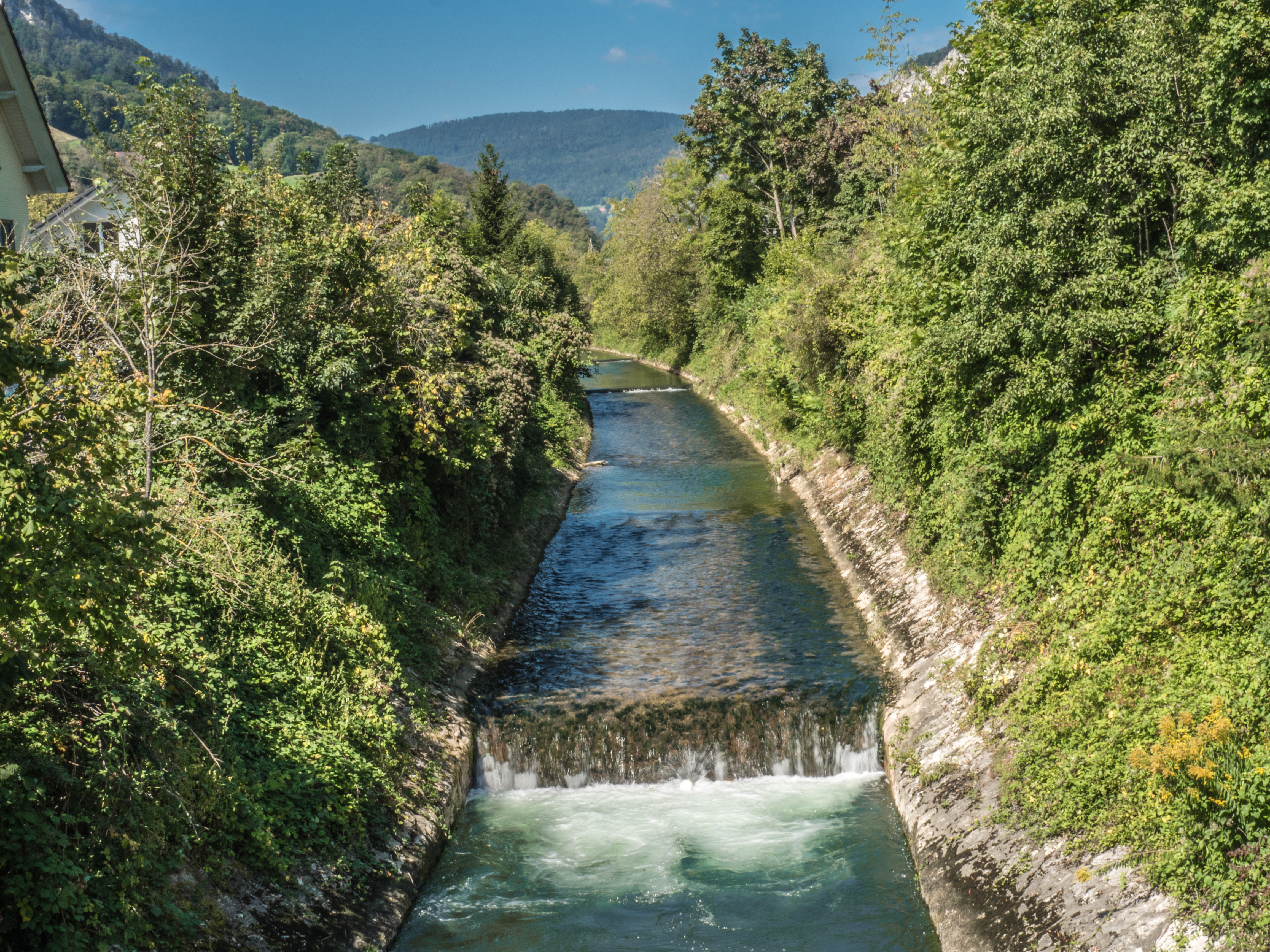
Sohlschwelle in der Dünnern bei Oensingen

Bei Oensingen öffnet sich die Klus, und die Dünnern tritt in das Schweizer Mittelland hinaus. Sie wendet sich hier wieder nach Ostnordosten und fliesst parallel zur Jurakette und zur Aare. Sie benutzt dabei die grundwasserreiche Schotterebene des Gäus. Dieser Abschnitt diente vor den Eiszeiten der Aare als Flusstal. Es wurde jedoch infolge von Geschiebe- und Moränenablagerungen der eiszeitlichen Gletscher moduliert, weswegen sich die Aare einen neuen Weg weiter ins Mittelland hinaus verschoben suchen musste.
Im Bereich von Hägendorf, wo der Cholersbach zufliesst, verengt sich die Ebene; die Dünnern wird in ihrem untersten Abschnitt im Norden von der Jurakette, im Süden vom Höhenrücken des Born flankiert.
Bei Olten fliesst die Dünnern über Stufen im Felsuntergrund von der Gäuebene zur Aareniederung hinunter; das beträchtliche Gefälle diente seit dem Mittelalter für den Antrieb von Wasserwerken mehrerer Gewerbebetriebe. Südlich der Altstadt von Olten mündet der Fluss auf 389 m ü. M. in die Aare.

### Zuflüsse
Zuflüsse der Dünnern ab 3 km Länge
| Name         | GKZ      | Lage   | Länge in km | EZG in km² | MQ in m³/s | Mündung Koordinaten                                         | Mündungshöhe in m | Bemerkungen                  |
| ------------ | -------- | ------ | ----------- | ---------- | ---------- | ----------------------------------------------------------- | ----------------- | ---------------------------- |
| Mühlebach    | CH001273 | links0 | 003,0000    | 0002,010   |            | bei Welschenrohr                                            | 67600000          |                              |
| Schofbach    | CH001272 | rechts | 003,2000    | 0001,600   |            | bei Welschenrohr                                            | 67300000          |                              |
| Wolfsbach    | CH001271 | links0 | 003,5000    | 0003,180   |            | bei der Wolfsschlucht, zwischen Welschenrohr und Herbetswil | 59700000          |                              |
| Büttengraben | CH001270 | links0 | 004,4000    | 0011,080   | 0000,210   | bei Aedermannsdorf                                          | 50500000          |                              |
| Horngraben   | CH001269 | rechts | 002,6000    | 0001,910   |            | bei Matzendorf                                              | 50000000          |                              |
| Dorfbach     | CH001268 | links0 | 004,4000    | 0003,720   |            | bei Matzendorf                                              | 49400000          |                              |
| Augstbach    | CH000435 | links0 | 012,3000    | 0062,820   | 0001,110   | bei Balsthal                                                | 47800000          | Grösster Zufluss der Dünnern |
| Mülbach      | CH003024 | links0 | 002,9000    | 0007,590   |            | bei Oberbuchsiten                                           | 43700000          | Alternativname: Mülibach     |
| Cholersbach  | CH001259 | links0 | 003,3000    | 0005,480   | 0000,100   | bei Hägendorf                                               | 42100000          |                              |
| Rickenbach   | CH001258 | links0 | 004,1000    | 0004,880   | 0000,080   | bei Rickenbach                                              | 41500000          |                              |
| Dünnern      |          |        | 035,8000    | 0233,790   | 0004,280   | bei Olten                                                   | 38900000          | Mündet in die Aare           |

Anmerkungen zur Tabelle
1. ↑  Vom Ursprung zur Mündung. Daten von Swisstopo (map.geo.admin.ch)
2. ↑  Die Daten der Dünnern zum Vergleich

## Hydrologie
Im Mittel- und Unterlauf beträgt das Gefälle der Dünnern nur gerade 0,5 %. Die Dünnern ist durch ein pluviales Abflussregime geprägt, wobei sich die mittlere Abflussmenge bei Olten auf 3,9 m³/s beläuft. Hochwasserereignisse können im Frühjahr während der Schneeschmelze in Kombination mit ausgiebigem Regen oder bei langanhaltenden Niederschlägen im Einzugsgebiet auch in den anderen Jahreszeiten auftreten.
Der Lauf der Dünnern wurde von 1933 bis 1944 in einer grossangelegten Melioration im Gäu korrigiert, begradigt und in ein naturfremdes Kanalbett eingezwängt. Vorher wies der Flusslauf hier zahlreiche Mäander auf und trat des Öfteren über die Ufer. Auch der gesamte Mittellauf zwischen Herbetswil und Oensingen ist weitgehend kanalisiert und begradigt. In naturnahem bis natürlichem Zustand befinden sich nur noch wenige Abschnitte am Oberlauf auf dem Gemeindegebiet von Welschenrohr-Gänsbrunnen.

## Nutzung
Schon seit dem Mittelalter wurde die Wasserkraft der Dünnern an verschiedenen Orten für den Betrieb von Mühlen, Sägereien und Schmieden genutzt. In Olten entwickelte sich das wasserkraftabhängige Gewerbe (Mühlen und insbesondere Hammerschmieden) seit dem 14. Jahrhundert fast ausschliesslich entlang der Dünnern. Neuerdings gibt es Ideen der Firma Alpiq zur Nutzung des Dünnern-Gefälles für Kleinwasserkraftwerke. Schliesslich nahm am 14. Dezember 2015 das Kraftwerk der ADEV Energiegenossenschaft den Betrieb in Olten auf. Das neue 370-kW-Wasserkraftwerk wurde in einen bestehenden Betonkanal eingebaut, der gleichzeitig saniert wurde.

## Brücken

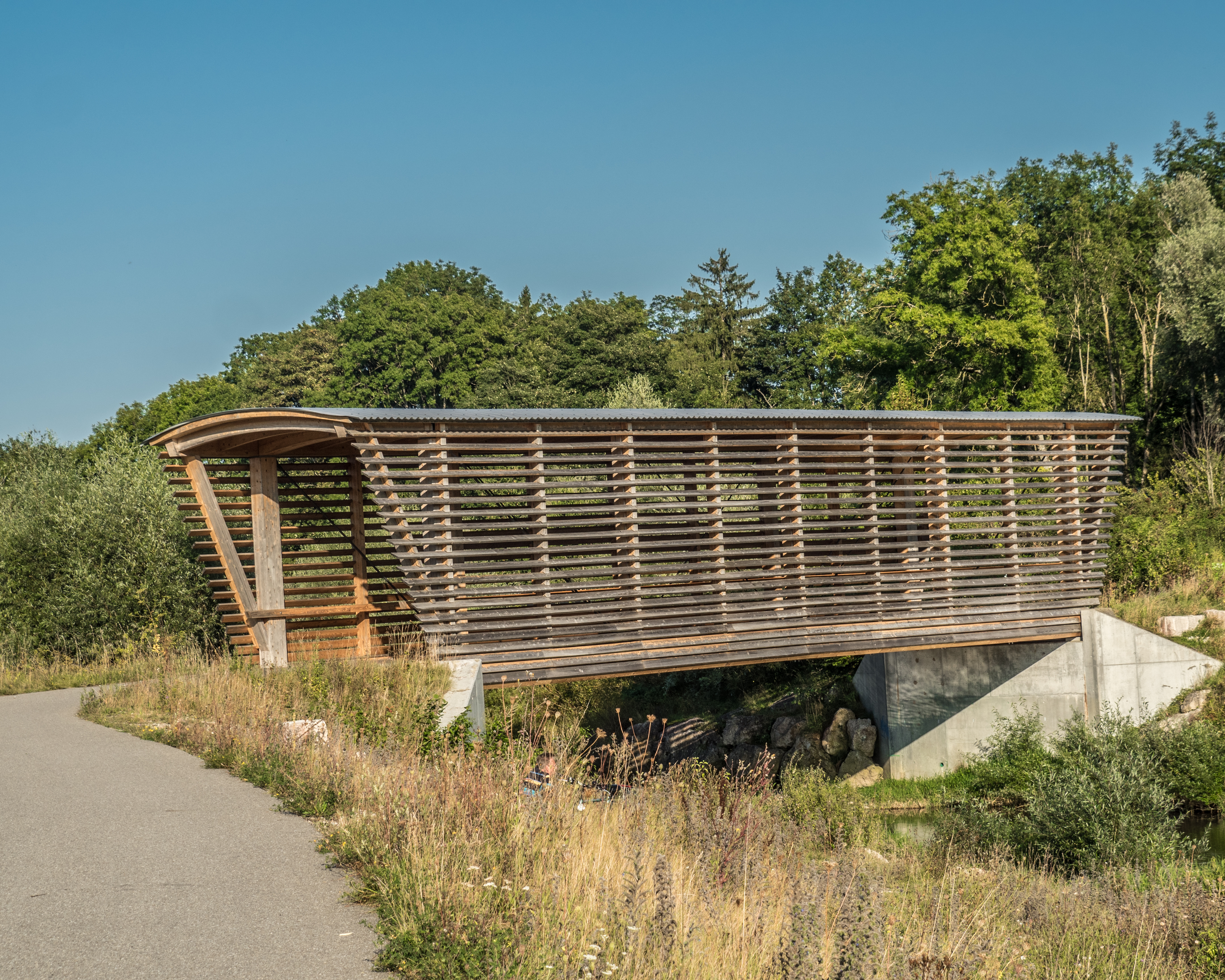
Gedeckte Holzbrücke Gheidgraben (gebaut 2015), Olten SO

Auf ihrem Weg wird die Dünnern von rund 100 Brücken überquert. Viermal überspannt die Hauptstrasse 30 den Fluss im Bezirk Thal.